# Mukkuwa
Mukkuwa és una casta de Sri Lanka, originada en emigracions del sud de l'Índia anteriors al segle x.
Els mukkuwa es dediquen a la pesca. Als primers segles es van fer musulmans però després amb portuguesos i holandesos molts van adoptar el cristianisme. Al segle xviii els seus caps es titulaven wannies i eren 12 de caràcter hereditari, governant per un consell de caps. La major part estaven establerts a Puttalam o rodalies.